# 沖縄県立開邦中学校・高等学校
沖縄県立開邦中学校・高等学校（おきなわけんりつかいほうこうちゅうがっこう・こうとうがっこう）は、沖縄県島尻郡南風原町字新川に所在し、中高一貫教育を提供する県立中学校・高等学校。
「邦を開き世界に羽ばたく、21世紀に向けた人材の育成」を目的として、県内で初めて理数科、英語科、芸術科の3学科を設置し、1986年に開校した。2002年度より、スーパーサイエンスハイスクール(SSH)に指定されており、年1回（12月頃）、SSH研究発表会として当校の理数科全員による研究発表が行われていた。
2016年度より中学校を併設し、中高一貫校となった。
中高ともに通学区域は県内全域である。高等学校の生徒は寮の利用が可能だが、中学生については保護者の元からの通学が原則となる。
2020年から新校舎建設に伴いプレハブ棟での授業が行われていたが、2025年に新校舎が完成した。

## 沿革
- 1985年8月26日　県教育委員会にて沖縄県立開邦高等学校設置方針を定める。
- 1985年11月1日　職員人事発令、開校準備室設置（本校創立記念日）。
- 1986年4月9日　開校式、第1回入学式を挙行。
- 2002年5月23日　文部科学省よりスーパーサイエンスハイスクールに指定される。
- 2005年10月11日　校訓を「開邦雄飛」と決定。
- 2016年4月　沖縄県立開邦中学校を設置。

## 設置学科
中学校は2019年度以前は1クラス40名の募集であったが、現在は2クラス80名の募集である。
現在は志望区域は県内全域であるが、球陽高校の開校当初は本島中部在住の生徒がこの高校の理数科に通う事はできなかった（球陽高校理数科の志望区域が中部に指定されていたため。英語科に関しては球陽が「国際英語科」で別学科扱いだったためこの制約は無かった）。また、31期より学科改変が行われ従来の理数科と英語科は学術探究科へと統合された。
学術探究科（5クラス：200人）
2年生より学術理科・学術文科の2科に分かれて編成される。2年から文理に分けて編成することで生徒の望む進路に対応することを目的として31期より新たに設置された。2016年度〜2018年度は4クラス160人の募集だったが、2019年度より5クラス200人の募集となった。ただし、そのうち2クラスは中学校より内部進学の生徒が占める。
学術理科
進級するにつれて数学・理科に重点を置くため、理数系の授業時間数が増加する。理科は複数科目を選択する。また、理数探究という授業が行われる。
学術文科
進級するにつれて英語に重点を置くため、英語系の授業時間数が増加するとともに、「L.L.」など内容も多様化する。また、文科探究という授業が行われる。
芸術科（1クラス：美術コース-20人/音楽コース-20人）
進級するにつれて実技指導に重点を置くため、一般の授業時間数は減るが、専門の授業や実技の時間が増加する。また、美術系は絵画・彫刻・デザイン、音楽系は器楽・声楽といったように専門が細分化される。また、校外施設を利用しての展覧会、演奏会なども行われている。

## 授業
- 早朝講座と1校時 - 6校時までの7コマ授業。早朝講座は7時40分開始（以前は45分開始）。早朝講座は50分授業で、1 - 6校時は1コマ60分授業。ただし55分の6コマ、50分の6･7コマの日など変動がある。清掃時間なども含めると17時近くに終了する。
  - 開校当初は0～7校時までの8コマ授業であった（但し50分授業であったため、開始、終了時刻はほぼ同じ）。
  - 38期生(2023年度入学)は早朝講座が選択制である。

- 夏、冬には必修講座が行われ、それぞれ冬は最初の3日、夏は前期10日ほど、後期10日ほどの計20日ほどが行われていた。
- 現在は夏前期に1週間のみ行われ、夏の後期及び冬季は廃止された。

以前は春季にも講座が行われていたが現在は行われていない。
- 月2回ほど全員必修の土曜講座がある。しかし現在は廃止されている。

ただし、これらの講座は出席日数にはカウントされない。
- 選択制で放課後講座が行われている。選択出来る講座は学年ごとに分かれている。

## 寮
志望区域が県内全域になっているため、遠隔地から進学してくる高等学校生徒のために、学校の隣に学寮を設置している。名称は「青藍寮」。利用している生徒は主に沖縄本島北部、宮古、八重山などの地域である。名前の由来は「青は藍より出でて藍よりも青し」（出藍之誉）から来ており、師を超える逸材の輩出を願って名づけられた。
- 所在地：沖縄県島尻郡南風原町字新川678番地

## 年間行事
- 4月：始業式・入学式、1年生宿泊研修、遠足
- 5月：面接週間、PTA総会 、生徒総会、定期健康診断
- 6月：校内弁論大会、PTA進路学習会、開邦祭
- 7月：三者面談週間、終業式、前期夏期講座、開邦カップ（球技大会）
- 8月：PTA支部総会、後期夏期講座
- 9月：始業式、校内英語スピーチコンテスト、インターンシップ
- 10月：芸術鑑賞会
- 11月：長距離ウォーキング、美術コース卒業作品展、海外研修
- 12月：音楽コース卒業演奏会、終業式、冬期講座
- 1月：始業式
- 2月：探究発表会
- 3月：卒業式、修了式

## アクセス
2021年4月1日に那覇バスにより19番・首里駅循環線（市内線）が開設。開邦中学・高校前バス停が設けられ、最寄りバス停となる。

### モノレール
首里駅より徒歩17分、または下記那覇バス19番に乗り換え。

### バス
この項の出典 : 
| 運行事業者 | 路線・系統 | 下車停留所 |
| ---------- | --- | --- |
| 那覇バス   | 19番・首里駅循環線                                                                                                  | 開邦中学・高校前 |
| 那覇バス   | 17番・石嶺（開南）線                                                                                                | 鳥堀一丁目、徒歩15分 |
| 那覇バス   | 1番・首里牧志線 ■▲◆ 8番・首里城下町線 ■▲ 14番・牧志開南循環線 ■▲◆ 16番・新川石嶺線 ■★ 346番・那覇西原（鳥堀）線 ●■▲ | ●印は汀良三丁目・城東小学校前、徒歩11分 ■印は首里駅前、徒歩17分 ▲印は鳥堀一丁目、徒歩15分 ★印は鳥堀、徒歩21分 ◆印は鳥堀公民館前、徒歩8分（重複あり） このうち汀良三丁目・首里駅前は19番への乗り換えも可能。 |
| 沖縄バス   | 18番・首里駅線 ■★◆                                                                                                  | ●印は汀良三丁目・城東小学校前、徒歩11分 ■印は首里駅前、徒歩17分 ▲印は鳥堀一丁目、徒歩15分 ★印は鳥堀、徒歩21分 ◆印は鳥堀公民館前、徒歩8分（重複あり） このうち汀良三丁目・首里駅前は19番への乗り換えも可能。 |
| 東陽バス   | 191番・城間（一日橋）線                                                                                             | 鳥堀、徒歩21分 |

## 出身著名人
- 池上永一 - 小説家
- Cocco - シンガーソングライター
- 狩俣倫太郎 - 琉球放送アナウンサー
- 知花くらら - 2006年準ミス・ユニバース
- 町田満彩智 - 青森テレビアナウンサー
- 宮城さつき - 琉球朝日放送アナウンサー
- 與那嶺紗希子 - 元 NHKアナウンサー
- 喜友名智子 - 政治家
- 鈴木一平 - フォトジェニック賞